# Geschwänzter Priapswurm

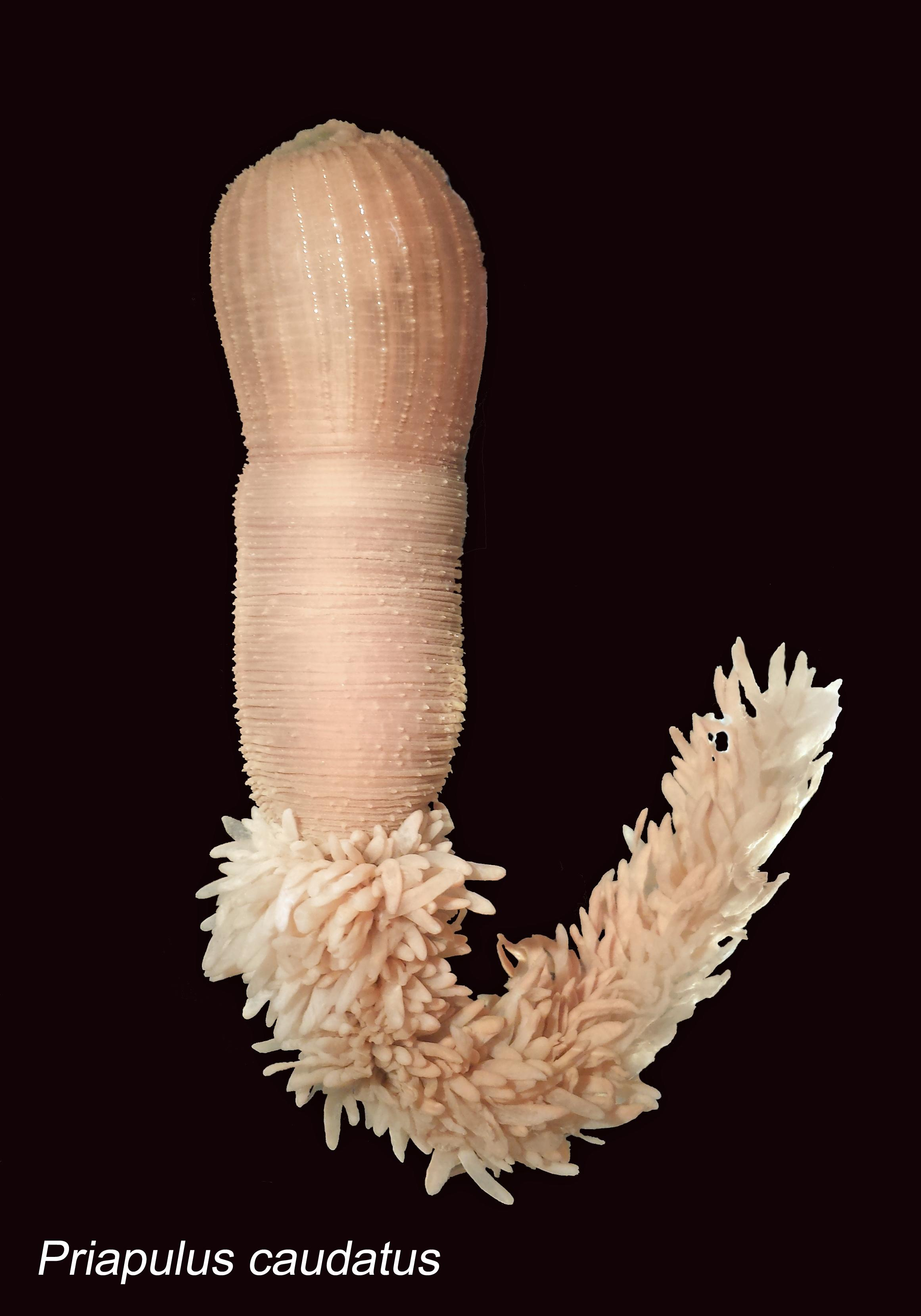
Priapulus caudatus

Der Geschwänzte Priapswurm oder Gemeine Priapswurm (Priapulus caudatus) ist eine Art der Priapswürmer (Priapula) aus der Familie Priapulidae, die in Sand und Schlick in arktischen Gewässern lebt.

## Merkmale
Der zylindrische, fleischfarbene Körper von Priapulus caudatus ist in Introvert (Rüssel oder Proboscis), Rumpf (Stamm) und Schwanz gegliedert und wird etwa 2 bis 7,5 cm lang. In der Mitte ist der Rumpf etwa 5 bis 10 mm dick.
Der ganz vorn sitzende Mund ist von 7 Ringen aus jeweils 5 Zähnen umgeben. Das nach vorn leicht verdickte Introvert, der einziehbare Vorderabschnitt des Wurms, macht etwa ein Fünftel bis ein Drittel der Körperlänge aus. Es weist 25 längs verlaufende Rippen auf, die mit kleinen scharfen Spitzchen besetzt sind. Von innen scheint als Querstreifung die unter der Haut liegende Quermuskulatur durch. Der Rumpf ist vom Rüssel durch eine Einschnürung abgesetzt und hat etwa 37 bis 40 durch starke Furchen voneinander geschiedene Körperringe, unter denen die Ringmuskeln liegen und die zum Körperende hin undeutlich werden. Auf jedem dieser Ringe stehen in unregelmäßigen Abständen kleine Spitzchen. Am warzigen Ende des Rumpfes befindet sich der etwa 1 mm lange After und beidseitig etwas davor die Geschlechtsöffnungen. Bauchseits vom After sitzt am Ende des Rumpfes der Schwanz mit seinen zahlreichen tentakelartigen, etwa 1 mm dicken und bis zu 6 mm langen, als Papillen bezeichneten Fortsätzen. Bei zusammengezogenen Tieren sind durch Schwellung des Körpers sowohl After als auch Schwanzbasis verdeckt. Der vom Schlundnervenring verlaufende Nervenstrang ist an der Bauchseite als weißer durchschimmernder Streifen sichtbar. Der Darm verläuft geradlinig vom Mund zum After. Er besteht aus einem kurzen, muskulösen Schlundkopf (etwa 4 mm bei einem insgesamt 36 mm langen Darm), einem dunklen Mitteldarm (etwa 21 mm) und einem deutlich dünneren, durchscheinenden Enddarm (etwa 11 mm). Die Proboscis wird durch 8 gleich lange Rückziehmuskeln zurückgezogen.

## Verbreitung und Vorkommen
Der Gemeine Priapswurm ist circumboreal in kälteren Gewässern der Nordhalbkugel zu finden. Zu den Fundorten gehören unter anderem Grönland, die Shetland-Inseln, Leith (Devon, England) und Belfast (Irland) sowie die Barentssee. Er lebt in tonigen oder sandigen Boden in der Gezeitenzone und darunter. Er gräbt sich mit der Proboscis eine etwa körperlange Höhle, die an Häufchen ausgeworfenen Substrats erkennbar ist.

## Ernährung
Die Ernährungsweise von Priapulus caudatus ist wiederholt kontrovers diskutiert worden. Fütterungsversuche wie auch Untersuchungen des Darminhalts deuten darauf hin, dass es sich um einen Allesfresser handelt, der Aas, Würmer und Algen frisst. Zu den von Priapulus caudatus gefressenen Tieren gehören Schlangensterne und Vielborster, darunter Aphrodita spp.

## Lebenszyklus
Priapulus caudatus ist getrenntgeschlechtlich mit gleich großen Männchen und Weibchen. Die Gameten werden ins Meerwasser abgegeben, wo die Befruchtung stattfindet. Es entwickeln sich an Korsetttierchen erinnernde Lorica-Larven, die auf dem Sediment leben und sich vermutlich von Detritus ernähren. Die Entwicklung zum ausgewachsenen Wurm dauert etwa 2 Jahre.

## Name
Bereits Carl von Linné verwendete 1758 den Namen Priapus humanus als Bezeichnung für den von ihm beschriebenen, ihn stark an einen menschlichen Penis erinnernden Priapswurm, stellte diesem jedoch in der Gattung die Art Priapus equinus zu Seite, womit er die Pferdeaktinie (heute gültiger Name Actinia equina), also ein Nesseltier bezeichnete. Linné nahm mit dem Gattungsnamen Priapus auf den griechischen Gott der männlichen Fruchtbarkeit Priapos Bezug, der mit einem gigantischen erigierten Penis dargestellt wird. Priapus hieß im Lateinischen im übertragenen Sinne auch einfach (ähnlich wie Phallus, beides griechische Lehnwörter) „steifer Penis“. Somit standen die beiden von Linné vergebenen Artnamen für „Menschlicher Penis“ (Priapswurm) und „Pferdepenis“ (Pferdeaktinie). 1767 verwendete Linné für den „Peniswurm“ den Namen Holothuria priapus, sah ihn also als Seegurke an. Jean-Baptiste de Lamarck verwendete 1816 in seiner Beschreibung die Verkleinerungsform Priapulus, „kleiner steifer Penis“, und fügte in Bezugnahme auf den auffälligen Schwanz als Artepitheton caudatus, „geschwänzt“, an. Auf Grund der Unklarheiten in der Zuordnung von Linnés Beschreibung zu zwei beziehungsweise drei völlig verschiedenen Tieren setzte sich Lamarcks Name durch, und obwohl Linnés Name der ältere ist, wird er auf Beschluss der Internationalen Kommission für Zoologische Nomenklatur (ICZN) abgelehnt.